# Thomas & vännerna: Dieslarnas dag
Thomas & vännerna: Dieslarnas dag (engelska: Thomas & Friends: Day of the Diesels) är en brittisk datoranimerad äventyrsfilm som hade världspremiär den 17 september 2011.  Filmen är regisserad av Greg Tiernan med bland annat Keith Wickham, Teresa Gallagher, Ben Small, Kerry Shale, Matt Wilkinson och Rupert Degas i rollerna. Filmen är baserad på TV-serien Thomas och vännerna.

## Handling
Thomas och hans bästis Percy hjälper till att släcka en gårdsbrand och får 
tursamt nog assistans av Belle. När branden är släckt har Belle slut på sitt vatten så Thomas och Percy hjälper henne tillbaka till brandstationen. Det var en svårsläckt brand och Belle hyllas av brandchefen för sin modiga insats. Häng med Thomas, Percy, Belle och Dieslarna på spännande äventyr i Sodor.

## Rollista (röster)
| Rupert Degas     | – Matt Wilkinson |
| Teresa Gallagher | – Keith Wickham  |
| Kerry Shale      | – Keith Wickham  |
| Ben Small        | – Matt Wilkinson |
| Teresa Gallagher | – Kerry Shale    |